# Lijst van vlaggen van Vanuatu
Dit is een lijst van vlaggen van  Vanuatu.

## Nationale vlag (perFIAV-codering)
|          | Civiele vlag | Staatsvlag | Oorlogsvlag |
| -------- | ------------ | ---------- | ----------- |
| Te land  | · ?          | · ?        | · ?         |
| Te water | · ?          | · ?        | · ?         |

## Vlaggen van bestuurders
| Vlag | Periode | Functie                            | Beschrijving                                                            |
| ---- | ------- | ---------------------------------- | ----------------------------------------------------------------------- |
|      |         | Vlag van de president van Vanuatu. | Een groen veld met een rode kader en het nationale wapen in het midden. |